# Ricardo Duarte
Ricardo Duarte Mungi (Jauja, 9 de febrero de 1940) es un destacado baloncestista peruano y dirigente deportivo.

## Biografía
Con 2.09 m de altura, jugó al básquetbol por 25 años para luego dedicarse a la empresa privada (formando una compañía de plásticos), a la dirigencia deportiva y participando en política.
Fue Director Municipal del distrito de Santiago de Surco y regidor del distrito de Miraflores.
En 1991 fue destacado por la FIBA como uno de los 50 mejores jugadores de la historia que compitieron en torneos organizados por la entidad. Concretamente los expertos le asignaron el puesto N°34. 

## Selección nacional
Duarte participó en los Juegos Bolivarianos de Barranquilla 1961 y Guayaquil 1965
Desde 1958 hasta 1977 compitió en siete ediciones del Campeonato Sudamericano de Baloncesto: Santiago de Chile 1958, Córdoba 1960, Río de Janeiro 1961, Lima 1963, Asunción 1968, Montevideo 1969 y Valdivia 1977
Asimismo fue parte del plantel peruano que actuó en los Juegos Panamericanos de São Paulo 1963, Winnipeg 1967 y Cali 1971, y del que jugó en la Copa Mundial de Baloncesto de Río de Janeiro 1963 y de Montevideo 1967, como también del Campeonato Mundial Extraordinario de Basketball organizado en Santiago de Chile en 1966. 
En los Juegos Olímpicos de Tokio 1964 jugó de pívot con el N.º 5, junto con sus tres hermanos (Raúl, Luis y Enrique). El entrenador era el norteamericano Jim McGregor que, antes de acudir al evento, organizó una gira de preparación por los Estados Unidos, en donde los jóvenes peruanos se enfrentaron a equipos de prestigiosas universidades. En el equipo también se encontraban Carlos "Chino" Vásquez, Juan Luis Cipriani, Oscar Benalcázar, Augusto Cavero, Francisco Saldarriaga y los hermanos Guzmán. Duarte fue el máximo anotador del torneo, encestando un total de 212 puntos. Asimismo logró el récord olímpico de máxima cantidad de puntos anotados por un solo jugador en un solo partido (44 contra Corea), el cual se mantuvo vigente durante 32 años. Tras ocho ediciones de los JJOO, finalmente su récord fue superado por el brasileño Oscar Schmidt, quien anotó 55 puntos contra España en los Juegos Olímpicos de Seúl 1988 (donde ya se había implementado el tiro de tres puntos).

### Participaciones en Campeonato Sudamericano
| Campeonato Sudamericano 1958  | Selección del Perú | Santiago, Chile        |                            |
| Campeonato Sudamericano 1961  | Selección del Perú | Río de Janeiro, Brasil |                            |
| Campeonato Sudamericano, 1963 | Selección del Perú | Lima, Perú,            | Resultado: Segundo puesto. |
|                               |                    |                        |                            |
| Campeonato Sudamericano 1966  | Selección del Perú | Mendoza, Argentina     |                            |
|                               |                    |                        |                            |
| Campeonato Sudamericano 1968  | Selección del Perú | Asunción, Paraguay     |                            |
|                               |                    |                        |                            |
| Campeonato Sudamericano 1971  | Selección del Perú | Montevideo, Uruguay    |                            |
| Campeonato Sudamericano 1977  | Selección del Perú | Valdivia, Chile        |                            |

### Participaciones en Juegos Panamericanos
| Copa Sudamericano            | Equipo             | Sede     | Resultado |
| ---------------------------- | ------------------ | -------- | --------- |
| Juegos Panamericanos de 1963 | Selección del Perú | Brasil   | 5.º       |
| Juegos Panamericanos de 1967 | Selección del Perú | Canadá   | 8.º       |
| Juegos Panamericanos de 1971 | Selección del Perú | Colombia | 9.º       |

### Participaciones en Juegos Olímpicos
| Juegos Olímpicos         | Equipo             | Sede  | Resultado |
| ------------------------ | ------------------ | ----- | --------- |
| Juegos Olímpicos de 1964 | Selección del Perú | Japón | 15.º      |

Participación en Campeonatos Mundiales
| Copa Sudamericano                         | Equipo             | Sede    | Resultado |
| ----------------------------------------- | ------------------ | ------- | --------- |
| Campeonato Mundial de Baloncesto de 1963  | Selección del Perú | Brasil  | 12.º      |
| Campeonato Mundial Extraordinario de 1966 | Selección del Perú | Chile   | 9.º       |
| Campeonato Mundial de Baloncesto de 1967  | Selección del Perú | Uruguay | 10.º      |

## Palmarés

### Distinciones individuales
| Distinción                                                        | Año  |
| ----------------------------------------------------------------- | ---- |
| Máximo anotador de la Juegos Olímpicos de Tokio 1964 (212 puntos) | 1964 |
| Laureles Deportivos otorgados por la Nación                       | 1985 |
| Collar Olímpico, otorgado por el Comité Olímpico Peruano          | 2007 |

## Trayectoria deportiva
- Campeonato Perú - Chile (PECHI) y Chile - Perú (CHIPE)

Lima, Perú	1957	Campeón
Santiago, Chile	1961	Campeón
- Campeonato de Clubes Campeones:

Asunción, Paraguay	1961
Guayaquil, Ecuador	1964
- Sudamericanos:

Santiago, Chile	1958
Río de Janeiro, Brasil	1961
Lima, Perú	        1963
Mendoza, Argentina	1966
Asunción, Paraguay	1968
Montevideo, Uruguay	1971
Valdivia,   Chile	1977
- Juegos Panamericanos:

Sao Paulo, Brasil	1963
Winnipeg, Canadá	1967
Cali, Colombia	        1971
- Mundiales

Río de Janeiro, Brasil	1963
Santiago, Chile	1966
Montevideo, Uruguay	1967
- Juegos Bolivarianos:

Barranquilla, Colombia	1961
Guayaquil, Ecuador	1965
Juegos Olímpicos:
Tokio, Japón	        1964

## Títulos deportivos
- Campeón Perú-Chile "PECHI" Lima, Perú	        1957
- Campeón Chile-Perú "CHIPE" Santiago, Chile	1961
- Subcampeón Sudamericano   Lima, Perú	        1963
- Anotador Sudamericano	   Lima, Perú    	1963
- Anotador Juegos Panamericanos Sao Paulo, Brasil 1963
- Campeón Clubes Campeones Guayaquil, Ecuador	1964
- Anotador  Clubes Campeones Guayaquil, Ecuador	1964
- Anotador Olímpico	Tokio, Japón	        1964
- Anotador Bolivariano Guayaquil, Ecuador	1965
- Anotador Sudamericano Mendoza, Argentina  	1966
- Anotador Sudamericano Asunción, Paraguay	1968